# Einwanderung in die Vereinigten Staaten

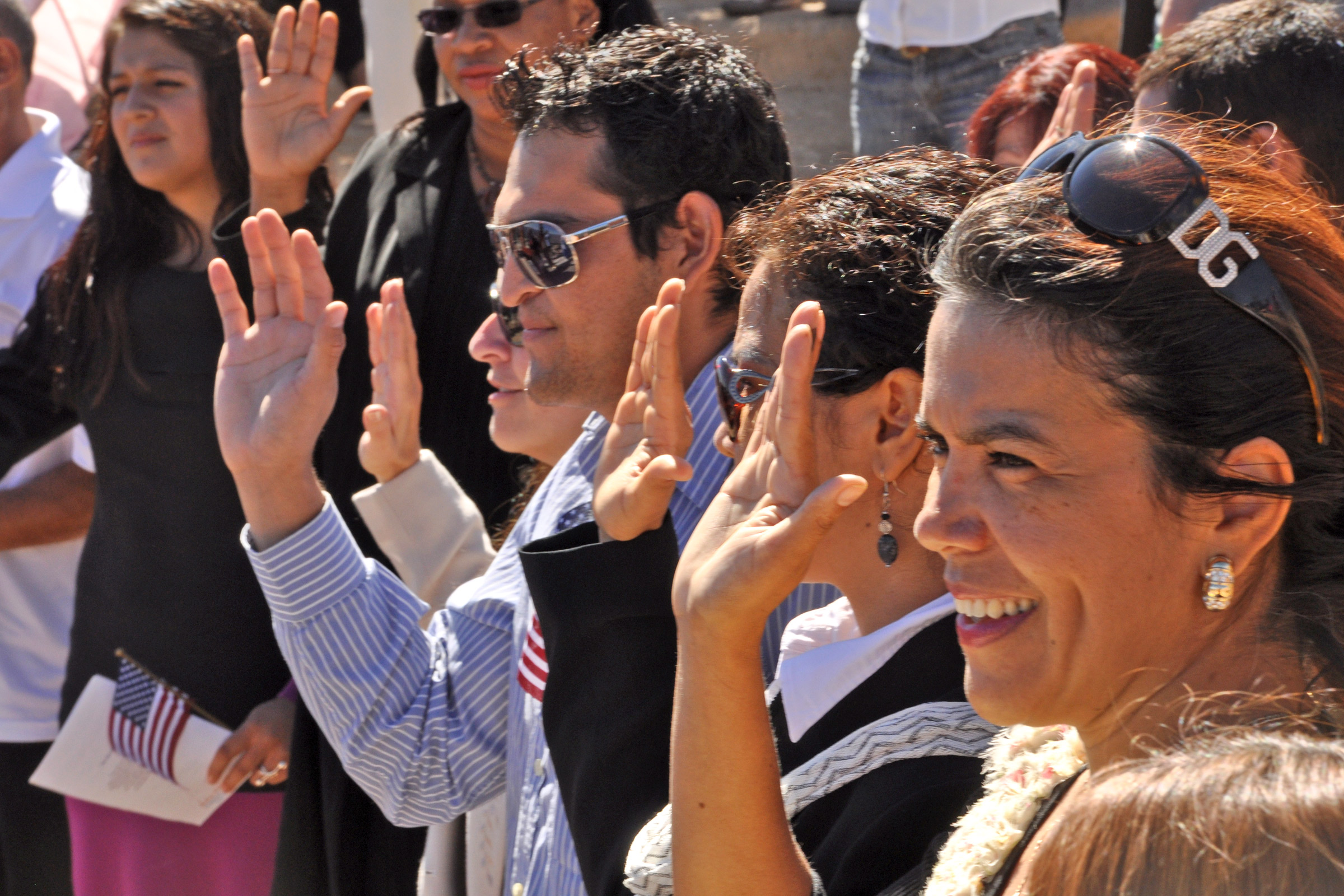
Einwanderer leisten den Eid (oath of allegiance) bei der Einbürgerung.

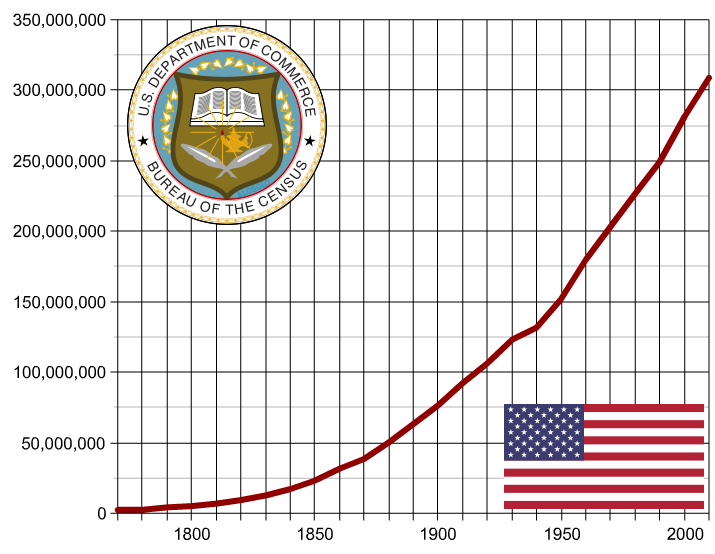
Bevölkerungsentwicklung in den Vereinigten Staaten von Amerika seit 1770

Die Einwanderung in die Vereinigten Staaten beeinflusst maßgeblich die Demografie und Kultur des Staates. Seit der Staatsgründung ließen sich in hoher Zahl Migranten aus religiösen, politischen oder wirtschaftlichen Motiven nieder oder wurden zwangsweise als Sklaven angesiedelt.
Die ersten Einwanderer stammten aus dem Vereinigten Königreich und den Niederlanden; ihren Höhepunkt erreichte die Immigration 1892 bis 1924. Heute leben in den Vereinigten Staaten mehr legale Einwanderer als in jedem anderen Staat der Welt.

## Geschichte

### Einwanderung in die nordamerikanischen Kolonialgebiete
Nach der Entdeckung Amerikas 1492 durch Christoph Columbus erfolgte die Besiedlung des nordamerikanischen Kontinents durch Europäer aus drei Hauptrichtungen:
- Spanier siedelten zunächst in Zentralamerika und zogen (etwa ab 1528) aus Süden kommend über den Rio Grande in das Gebiet des heutigen Kalifornien, dessen Städtenamen (San Francisco, Los Angeles) erkennbar spanischen Ursprungs sind. Nach dem Mexikanisch-Amerikanischen Krieg (1846–1848) wurde die Hälfte des damaligen mexikanischen Staatsgebiets auf verschiedene US-Bundesstaaten aufgeteilt.
- Franzosen besiedelten (ab etwa 1605) den Kontinent vom äußersten Nordosten her; so ist etwa Québec eine französische Gründung, und im Gebiet der heutigen USA die Stadt Detroit (franz. für Meerenge) oder der Bundesstaat Illinois (franz. Adjektivierung von Illini). Vom Mittleren Westen aus zogen französische Siedler dann den Mississippi River entlang nach Süden, wovon Staatsnamen wie Louisiana (Louisiane) oder Städtenamen wie New Orleans (Nouvelle Orléans) Zeugnis geben.
- Englische Siedler schließlich landeten 1607 zunächst im heutigen Jamestown (Virginia) und 1620 mit der Mayflower in Massachusetts.

Weitere große Immigrationswellen waren:
- 1628–1640: Etwa 20.000 englische Puritaner siedelten sich in Neuengland an.
- 1629–1640: 8000 Holländer siedelten sich im Gebiet der heutigen USA an (siehe Niederländer in den Vereinigten Staaten).
- 1645–1670: 45.000 englische Royalisten immigrierten in die mittleren Kolonien und Virginia.
- 1675–1715: Quäker aus England siedelten sich in Pennsylvania, New Jersey und Delaware an.
- 1710–1775: 250.000 schottische Iren aus Ulster siedelten im westlichen Pennsylvania und der westlichen Frontier. Einwanderung der Pennsylvania Dutch, mehrheitlich deutscher Protestanten aus der Pfalz.

### Einwanderung von 1776 bis 1849
Etwa 9 Prozent der amerikanischen Bevölkerung waren zum Ende des 18. Jahrhunderts Deutsche. Während der ersten Hälfte des 19. Jahrhunderts wanderten 500.000 Deutsche nach Amerika aus (siehe: Dreißiger, Gießener Auswanderungsgesellschaft und Mainzer Adelsverein). Viele von ihnen flüchteten aufgrund der gescheiterten Revolution von 1848 aus Deutschland (siehe: Forty-Eighters).
1845–1849 herrschte in Irland die Große Hungersnot, derentwegen Millionen Iren nach Amerika geflohen sind.

#### Nationale Herkunft weißer Amerikaner nach einer Volkszählung von 1790 in Prozent
| Staat             | Prozent |
| ----------------- | ------- |
| England           | 59,7    |
| Nordirland/Ulster | 10,5    |
| Deutschland       | 8,9     |
| Irland            | 5,8     |
| Schottland        | 5,3     |
| Wales             | 4,3     |
| Niederlande       | 3,1     |
| Frankreich        | 2,1     |
| Schweden          | 0,3     |

### Einwanderung von 1820 bis 1924

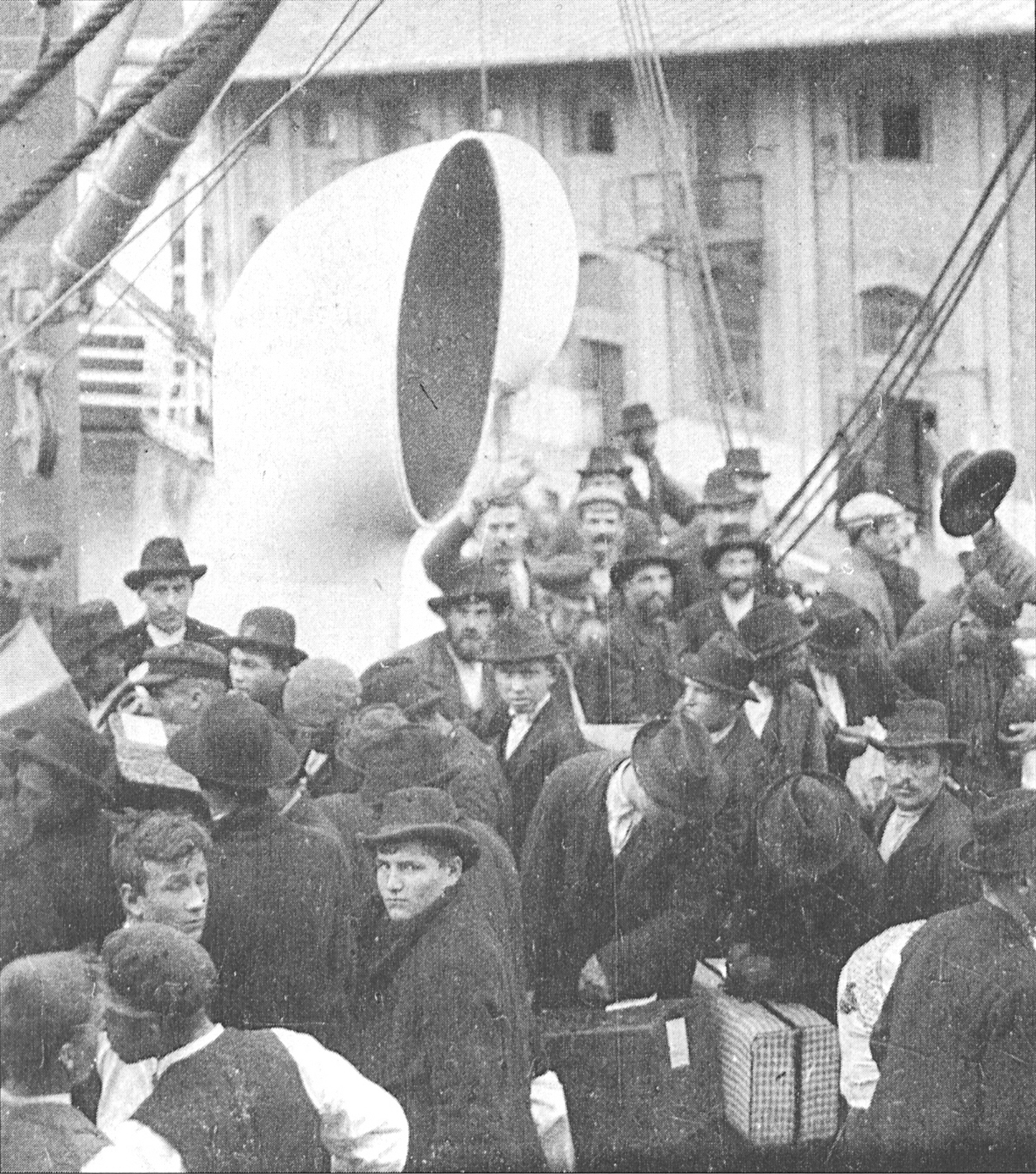
Österreichisch-ungarische Auswanderer auf einem Schiff der Austro-Americana in Triest

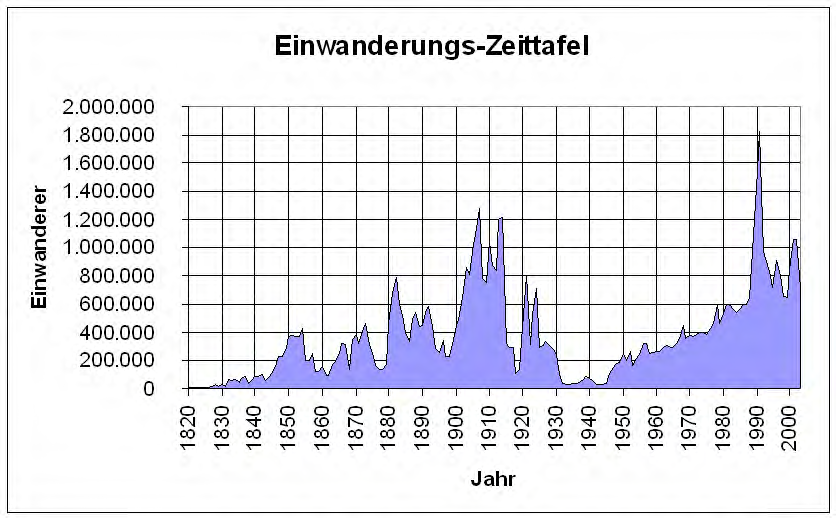
Einwanderungszahlen von 1820 bis 2003

Ab 1820 wurden Daten über Einwanderung im neu gegründeten Department of Immigration Statistic zentral erfasst und archiviert. Es sind sämtliche Daten über Herkunft, Zahl, Niederlassungsort, Beschäftigung und Ähnliches der Einwanderer einzusehen. Für Einwanderer, die von 1892 bis 1924 über Ellis Island einreisten, gibt es eine Online-Suche.
Ereignisse, die maßgeblich den Zuwanderungsfluss beeinflusst haben:
- 1845–1852: die Große Hungersnot in Irland
- 1848–1854: der kalifornische Goldrausch
- 1848–1849: die niedergeschlagene Revolution in Deutschland[2]
- 1861–1865: der Amerikanische Bürgerkrieg
- 1862: der Homestead Act, der einen günstigen Landerwerb zusicherte[3]
- 1880–1910: Pogrome gegen Juden in Russland (siehe Geschichte der Juden in den Vereinigten Staaten)
- 1914–1918: der Erste Weltkrieg

Zwischen 1850 und 1930 immigrierten 5 Millionen Deutsche in die USA. Zwischen 1876 und 1910 verließen rund 3 Millionen Personen Österreich-Ungarn in Richtung Vereinigten Staaten – vorwiegend über die großen deutschen Reedereien Norddeutscher Lloyd (Bremen) und Hamburg-Amerika-Linie (Hamburg), aber auch über Triest mit der Austro-Americana. In der Zeit von 1840 bis 1930 kamen 900.000 Frankokanadier ins Land und siedelten vorwiegend in Neuengland. In den Jahren 1910 bis 1920 wanderten über 2 Millionen Italiener ein.
1882 wurde der Chinese Exclusion Act, der chinesische Arbeiter von der Einwanderung ausschloss, verabschiedet. Er wurde erst 1943 aufgehoben. Danach galt für chinesische Immigranten bis 1965 die Quotenregelung von 1924. Sie erlaubte nur 105 chinesische Neuimmigranten pro Jahr (siehe die Geschichte der Chinesen in den Vereinigten Staaten und Sino-Amerikaner).
Die USA förderten die Einwanderung während der Zeit der westwärtigen Besiedelung (Frontier) beispielsweise durch den Homestead Act, der Neubürgern Land aus Gemeinbesitz als Eigentum zusicherte, wenn sie dieses für mindestens fünf Jahre nutzten.

### Einwanderungspolitik seit 1924
1921 wurde die Einwanderung zum ersten Mal einer Quote unterworfen (Emergency Quota Act). Drei Jahre darauf folgte der Immigration Act of 1924. Die in beiden Gesetzen beschlossenen Quoten sollten die Einwanderung aus Süd- und Osteuropa zugunsten der Einwanderung aus Nord- und Westeuropa eindämmen und ganz allgemein den „weißen“ Charakter der Bevölkerung sichern. Dazu wurde die Zahl der Neueinwanderer pro Land auf drei % des Anteils an der Bevölkerung von 1890 begrenzt.
Zwischen 1933 und 1945 wurden etwa 220.000 Europäer als Flüchtlinge in den USA registriert. Die meisten hatten einen jüdischen Hintergrund. Jedoch beantragten mehrere hunderttausend weitere Europäer mit jüdischen und anderem kulturellen Hintergrund Visa, die abgewiesen wurden.
Nach dem Zweiten Weltkrieg (speziell in den ersten Nachkriegsjahren) hatten viele Menschen in vielen Ländern Europas (das zu erheblichen Teilen zerstört war und wo vielerorts Hunger, Not und Wohnungsmangel herrschten) den Wunsch, in die USA auszuwandern.
Ab 1965 wurden die Reihenfolge der Antragstellung, die Herkunft nach Weltregion (Hemisphäre) und Fragen der Familienzusammenführung berücksichtigt. Seit 1978 gilt für die Einwanderung in die USA eine weltweit einheitliche Quote.
Durch die Aufhebung des rassistischen Quotensystems von 1924 änderte sich die Zusammensetzung der Einwandernden dramatisch. Waren 1970 noch 62 % der im Ausland geborenen Bewohner der USA Europäer, so sank dieser Anteil bis 2000 auf 15 %. Auch die Zahl der Einwanderer nahm stark zu. Sie betrug von 1951 bis 1960 2,5 Millionen, von 1971 bis 1980 4,5 Millionen und in den 1990er Jahren über 10 Millionen.
Aufgrund der veränderten Migrationsmuster wurden die Hispanics zur größten ethnischen Minderheit der USA (2000: 35,2 Millionen, davon über 20 Millionen aus Mexiko, siehe Mexikanische Amerikaner). Ihre Zahl stieg allein von 1990 bis 2000 um 61 %.
Die Einwanderung in den 1990er Jahren übertraf in absoluten Zahlen sogar die Masseneinwanderung Ende des 19. Jahrhunderts. Allerdings lag der relative Anteil der im Ausland geborenen Bewohner Anfang des 20. Jahrhunderts höher als heute. Er betrug 1910 15 %, sank bis 1970 auf 5 % und stieg bis 2000 wieder auf circa 10 %.
Illegal Eingewanderte sind in den USA schon immer weitgehend von staatlicher Fürsorge ausgeschlossen. Der Personal Responsibility and Work Opportunity Reconciliation Act (PRWORA) schloss 1996 weitere Einwanderergruppen davon aus. Nach PRWORA können staatliche Mittel nur dem zukommen, der „qualifizierter“ Einwanderer gewesen ist und dies auch weiterhin ist, wobei zu den „qualifiziertern“ Einwanderern beispielsweise Flüchtlinge, Asylbewerber und Halter einer Green Card zählen. Illegale Einwanderer, Touristen, Studenten und bestimmte kurzzeitige Arbeitsmigranten zählen nicht dazu. Ausnahmen gelten unter anderem für Notfall-Medicaid, für die Schulverpflegung und für die kurzfristige Katastrophenhilfe. 1997 bis 2002 entstanden Ausnahmen von PRWORA für bereits vor 1996 in den USA lebende Einwanderer bezüglich der Vergabe von Essensmarken und der Hilfe an Menschen mit Behinderung. 2002 und 2009 wurden Ausnahmen für Schwangere und für sich rechtmäßig in den USA aufhaltenden Kinder umgesetzt, welche Zugang zu Medicaid und dem Kinderkrankenversicherungsprogramm CHIP zu gewährten. Die Bundesstaaten können weitere Ausnahmen für vor 1996 angekommene Einwanderer schaffen und zudem eigene Mittel für andere Einwanderergruppen bereitstellen, sofern sie dies ausdrücklich in einem bundesstaatlichen Gesetz festlegen, was in den meisten Bundesstaaten so geschah. So entstand für Bundesstaaten ein Anreiz, die Einbürgerung zu fördern, da die Betroffenen dann aus der bundesstaatlichen Förderung in die staatliche Förderung übergehen. Dies führte, zusammen mit weiteren Regelungen wie dem Green Card Replacement Program von 1992 und der Citizenship USA Initiative von 1995, zu einem Anstieg der Einbürgerungen.
Nach Regierungsangaben erhielten 2003 463.204 Personen die US-Staatsbürgerschaft; der Durchschnitt über die Jahre 1997–2003 beträgt etwa 634.000.

### Lateinamerikanische Einwanderungsgruppen
siehe auch: Wetback, Grenze zwischen den Vereinigten Staaten und Mexiko, Harvest of Empire, Mexikanische Amerikaner, Migrationstreck von Zentralamerika bis zur Grenze zwischen Mexiko und den Vereinigten Staaten, Migration über Zentralamerika Richtung USA

### Europäische Einwanderungsgruppen
Zu den großen europäischen Einwanderergruppen zählen die Deutschen (siehe Geschichte der Deutschen in den Vereinigten Staaten, Deutschamerikaner), Iren (siehe Irischamerikaner) und Italiener (siehe Italoamerikaner).

#### Schweiz
Die meisten Einwanderungen aus der Schweiz fanden vorwiegend in der 2. Hälfte des 19. Jahrhunderts statt. Die Gründe dazu waren meistens wirtschaftlicher Natur, die Schweiz galt zu diesem Zeitpunkt als eines der ärmsten Länder Europas.
| Jahr      | Anzahl |
| --------- | ------ |
| bis 1820  | 25.000 |
| 1820–1860 | 40.000 |
| 1860–1880 | 50.000 |
| 1880–1890 | 82.000 |
| 1890–1920 | 90.000 |

Bis 1820 wanderten rund 25.000 Schweizer vorwiegend mit dem Ziel Pennsylvania und North/South Carolina ein.
Generell war im 19. Jahrhundert das Ziel der Mittlere Westen sowie die Pazifikküste. Die italienischsprachigen Schweizer bevorzugten Kalifornien.
Es wurden einige Schweizer Siedlungen gegründet wie New Glarus in Wisconsin, Gruetli-Laager in Tennessee oder New Bern in North Carolina.

#### Schweden
Die Mehrheit der schwedischen Einwanderer kam am Ende des 19. und Anfang des 20. Jahrhunderts in die USA. Gewöhnlich wanderten sie über New York in den Mittleren Westen. Im Jahre 1900 war Chicago nach Stockholm die Stadt mit der größten Anzahl schwedischer Einwohner weltweit. Viele andere ließen sich in Minnesota, Michigan und Wisconsin als Farmer nieder.

#### Griechenland
Beim United States Census 2000 gaben 1.153.295 Menschen an, griechischer Abstammung zu sein, von denen 365.435 Griechisch sprachen. Sie konzentrierten sich vorwiegend in New York, Chicago und Florida.
Einwanderung von Griechen in die USA:
| Jahr      | Anzahl  |
| --------- | ------- |
| 1890–1917 | 450.000 |
| 1918–1924 | 70.000  |
| 1925–1945 | 30.000  |
| 1946–1982 | 211.000 |

Amerikaner griechischer Abstammung sind Telly Savalas, Jennifer Aniston und Michael Dukakis.

## Sklaven
Die Mehrheit der afrikanischen Sklaven wurde noch vor der Unabhängigkeit der USA (1776) ins Land gebracht. Als erster Muslim, dessen Anwesenheit in Nordamerika dokumentiert ist, gelangte der marokkanische Sklave Estevanico 1528 schiffbrüchig an den Ort des heutigen Galveston in Texas. Laut Schätzungen wurden vor 1776 etwa 300.000 Sklaven in die englischen 13 Kolonien verschifft. Zwischen dem Amerikanischen Unabhängigkeitskrieg und dem Sezessionskrieg folgten 100.000 schwarze Sklaven. In den Südstaaten, wo die Sklaverei mit der expandierenden Wirtschaft unauflösbar verbunden war, wuchs die Zahl der Sklaven bis zum Ende des Sezessionskrieges im Jahr 1865 auf etwa vier Millionen an.

## Aktuelle Situation
Siehe: Flüchtlingskrise in Zentral- und Nordamerika

### Einwanderungsgesetzgebung
Das geltende Einwanderungsrecht wurde im Wesentlichen durch den Immigration Reform and Control Act (IRCA) von 1986 und den Illegal Immigration Reform and Immigrant Responsibility Act (IIRIRA) von 1996 geschaffen.
Mittelbar kann sich der Real ID Act von 2005 auf Einwanderer auswirken. Dieses Gesetz regelt vor allem den Gebrauch des Führerscheines als identification document (ID) – als Ersatz für Personalausweise, die in den USA nicht ausgegeben werden. Im Zuge der Vorkehrungen gegen Fälschungen und den Missbrauch des Führerscheines als ID verschärfte das Gesetz von 2005 die Anforderungen an die Dokumente, die zur Ausstellung eines Führerscheines vorgelegt werden müssen. Bei dieser Gelegenheit wurden auch die Anforderungen an Dokumente, auf die sich Anträge für politisches Asyl stützen, und an andere die Einwanderung betreffende Dokumente verschärft. Daraufhin demonstrierten am 1. Mai 2006 in zahlreichen Städten der Vereinigten Staaten Hunderttausende illegaler Einwanderer und US-Bürger für die Wahrung der Rechte der Migranten. Gemäß dem Leitwort „Tag ohne Einwanderer“ blieben diese an diesem Tag der Arbeit fern und machten so auch auf ihre wirtschaftliche Bedeutung aufmerksam.
Seither verhärtete sich der Streit für und gegen eine neue Einwanderungsgesetzgebung. Mehrere Gesetzesvorlagen scheiterten: der Border Protection, Antiterrorism, and Illegal Immigration Control Act (2005), der Comprehensive Immigration Reform Act (2006), schließlich der Secure Borders, Economic Opportunity and Immigration Reform Act (2007). Entweder verfehlten sie die Zustimmung des Senates oder die des Repräsentantenhauses. Versuche, im Conference Committee zwischen den einander widersprechenden Gesetzesinitiativen beider Häuser des Kongresses zu vermitteln, scheiterten oder wurden wegen Aussichtslosigkeit gar nicht erst eingeleitet.
Anfang Juni 2025 verhängte Präsident Trump eine Einreisesperre für Staatsangehörige aus zwölf Ländern, gültig ab dem 9. Juni 2025.

### Flüchtlinge und Asylbewerber
Die Vereinigten Staaten unterscheiden zwischen Flüchtlingen (refugees) und Asylbewerbern (asylum seekers); siehe hierzu: Flüchtlingspolitik der Vereinigten Staaten nach dem Inkrafttreten der Genfer Flüchtlingskonvention. Flüchtlinge reisen nach einer Einschätzung ihres Flüchtlingsstatus durch den UNHCR über das Resettlement-Programm des UNHCR ein oder haben sich persönlich bei den Vereinigten Staaten um eine Anerkennung als Flüchtling beworben und wurden als solcher anerkannt. Die Vereinigten Staaten führen ein strenges Screening-Verfahren durch. Es besteht auch die Möglichkeit eines Resettlement mit privater Patenschaft, was ebenfalls dem US-Screening-Verfahren unterliegt.
Für jedes Jahr (fiscal year, Oktober des Vorjahres bis September) legt der Kongress eine Obergrenze für die Zahl der weltweit aufzunehmenden Flüchtlinge (worldwide refugee ceiling) und Obergrenzen für einzelne Regionen fest. Die weltweite Obergrenze der USA lag im Jahr 1980 bei 231.700, wurde in den folgenden Jahren verringert, erreichte im Jahr 1986 mit 67.000 einen Tiefstand und im Jahr 1993 mit 142.000 wieder einen zwischenzeitlichen Höchststand, lag in den Folgejahren wieder niedriger, variierte in den Jahren 2001 bis 2015 zwischen 70.000 und 80.000 und stieg 2016 auf 85.000. Am 6. März 2017 hob Präsident Donald Trump durch ein Dekret (Executive Order 13780) das Regierungsprogramm für die Aufnahme von Flüchtlingen für die Dauer von 120 Tagen auf und begrenzte die Zahl der aufgenommenen Flüchtlinge für 2017 auf 50.000.
Das Office of Refugee Resettlement (ORR) soll Flüchtlingen einen erfolgreichen Start in den Vereinigten Staaten ermöglichen und sie befähigen, für den eigenen Lebensunterhalt zu sorgen.
Asylbewerber sind Personen, die auf dem Staatsgebiet der USA oder an der Grenze einen Antrag auf Asyl gestellt haben. Im Gegensatz zum Flüchtlingsprogramm unterliegt die Gewährung von Asyl keiner Obergrenze. Asylbewerber können in den USA erst dann eine Arbeitserlaubnis (employment authorization) beantragen, wenn 150 Tage nach Stellung des Asylantrags verstrichen sind und noch keine Entscheidung über das Asylverfahren getroffen worden ist. Wer Asyl erhalten hat, darf arbeiten.

### Illegale Einwanderung
In den USA stellten illegal Eingewanderte mit Stand von 2017 geschätzt 3,5 % der Gesamtbevölkerung und 5 % der Erwerbstätigen.
Zahlreiche illegal Eingewanderte zahlen Sozialversicherungsbeiträge, ohne dadurch ein Anrecht auf Leistungen zu erwerben. Denn Sozialversicherungsbeiträge von Personen, deren Sozialversicherungsnummer auf keinen vorhandenen Datensatz passt, werden an den Earnings Suspense File (ESF) weitergeleitet. Dies trifft auf illegal Eingewanderte zu, die ihrem Arbeitgeber eine falsche Sozialversicherungskarte vorgelegt haben. Nach einer Schätzung zahlten illegale Einwanderer und ihre Arbeitgeber 2010 insgesamt 13 Milliarden US-Dollar ein.
Seit 1996 ermöglicht die US-Bundessteuerbehörde (Internal Revenue Service, IRS) das Zahlen von Steuern ohne Sozialversicherungsnummer; Schätzungen von 2024 zufolge belaufen sich die von illegalen Einwanderern gezahlten Bundes-, Landes- und Kommunalsteuern auf rund 100 Milliarden Dollar im Jahr.
Die illegale Einreise und der illegale Aufenthalt gelten je nach Umständen als Vergehen oder aber als Straftat. Strafbar sind insbesondere die unerlaubte Wiedereinreise nach einer Ausweisung (8 U.S.C. § 1326) oder auch Falschaussagen (18 U.S.C. § 1001) im Zusammenhang mit der Einwanderung.
Minderjährige, die sich illegal in den USA aufhalten, haben laut der Rechtsprechung Anspruch auf eine Schulbildung in der (kostenlosen) öffentlichen Schule, und die Verfassung garantiert das Recht auf die zwölfjährige Schulbildung.
Präsident Donald Trump ordnete am 5. September 2017 das Ende des DACA-Programmes an, mit dem bestimmte als Kinder illegal eingewanderte Personen vorläufig vor einer Abschiebung geschützt wurden und legal erwerbstätig sein konnten. Des Weiteren wurden unter seiner Regierung Abschiebungsmaßnahmen in stärkerem Maße auch auf diejenigen Menschen angewandt, die sich abgesehen vom illegalen Aufenthalt (und ggf. der illegalen Einwanderung) weitgehend an die Gesetze gehalten haben. Die vorangehende Regierung hatte 2011 den Fokus auf kriminelle Ausländer gelegt und Richtern für andere Fälle Ermessensspielräume gewährt, Verfahren formal zum Abschluss zu bringen (administrative closure). Das bedeutete, dass die Betroffenen zunächst nicht abgeschoben wurden, aber keinerlei Bleiberecht erhielten, und jederzeit einem erneuten Verfahren unterworfen werden konnten.
Anfang 2019 wurde der Druck auf die Einwanderungsbehörden der USA durch eine ständig wachsende Zahl an Neuankünften an der Grenze zu Mexiko immer größer und die Behörde meldete Ende März, man habe die Grenze der Kapazitäten erreicht. Die meisten der Neuankömmlinge waren dabei keine illegalen Einwanderer mehr, sondern erzwangen sich per Asylantrag regulär Zugang zum Staatsgebiet der USA. Die große Zahl konnte bis zum Abschluss der Prüfung ihrer Asylanträge nicht in geschlossenen Einrichtungen festgehalten werden, so dass die Asylbewerber sich frei in den USA bewegen durften. 78.000 Personen waren es im Februar und für den März 2019 rechnete man mit 95.000 Ankünften.
Angesichts des Auslaufens von COVID-19-bedingten Einreisebeschränkungen kündigte US-Präsident Biden 2023 eine Verschärfung des Asylrechts an, die einen Ansturm an der Grenze zu Mexiko verhindern soll: Wer illegal einreist, ohne zuvor Asyl beantragt zu haben, soll bis auf Ausnahmen abgeschoben werden. Asylsuchende sollen sich stattdessen über eine App für einen Termin zur Asylantragstellung anmelden.
Im Dezember 2023 erreichte die Zahl der Aufgriffe von Migranten an der Grenze zu Mexiko mit fast 250.000 einen vorläufigen Höchststand. Die Zahl der Aufgriffe umfasst sowohl Ingewahrsamnahmen zum Zweck der Asylantragsprüfung als auch Ausweisungen. Pro Aufgriff kann es sich um eine Person oder um eine Gruppe von Personen handeln.
Der am 3. Juli 2025 in der zweiten Präsidentschaft von Donald Trump vom Repräsentantenhaus beschlossene Gesetzesentwurf „One Big Beautiful Bill Act“ sieht eine massive Erhöhung der Finanzmittel für die United States Immigration and Customs Enforcement (ICE) vor. ICE ist die Strafverfolgungsbehörde des US-Heimatschutzministeriums (Department of Homeland Security, DHS). Diese Mittel sollen für Haftanstalten, Abschiebeoperationen Neueinstellungen dienen. Hinzu kommen weitere Mittel für die Erstellung neuer Grenzbefestigungen.
Medien berichteten im Juni 2025, dass die verschärfte Einwanderungspolitik der US-Regierung unter Trump verstärkt auch Personen erfasst habe, denen ausschließlich zivilrechtliche Verstöße gegen das Einwanderungsrecht vorgeworfen werden. Nur etwa 40 % der von Mitte Januar 2025 bis Ende Mai 2025 durch ICE inhaftierten Personen seien strafrechtlich verurteilt, und der Anteil der wegen einer Gewalttat verurteilten Personen liege bei 8 %.
Die US-Regierung strebt an, Abkommen mit anderen Staaten zu treffen, die sich dazu bereit erklären, Abgeschobene anderer Nationalitäten aufzunehmen. Unter anderem ist im Sommer 2025 vereinbart worden, dass Uganda abgelehnte Asylbewerber aus Afrika und Asien aufnimmt und Honduras Abgeschobene aus spanischsprachigen Staaten aufnimmt.

## Im Ausland geborene Bevölkerung der Vereinigten Staaten nach Geburtsstaat (Stand: 2013)
Jedes Jahr gibt das Office of Immigration Statistics das Yearbook of Immigration Statistics heraus, in dem die Einwanderungsdaten der letzten zehn Jahre bzw. seit 1820 publiziert werden.
2013 war nach Angaben des U.S. Census Bureau etwa jeder zehnte der 317.238.626 Bürger der USA in einem der 20 Haupteinwandererstaaten geboren worden.
| Rang                    | Geburtsstaat            | Anzahl (2013) |
| ----------------------- | ----------------------- | ------------- |
| 1                       | Mexiko                  | 11.584.977    |
| 2                       | Volksrepublik China     | 3.769.999     |
| 3                       | Indien                  | 2.034.677     |
| 4                       | Philippinen             | 1.843.989     |
| 5                       | Vietnam                 | 1.281.010     |
| 6                       | El Salvador             | 1.252.067     |
| 7                       | Kuba                    | 1.144.024     |
| 8                       | Südkorea                | 1.070.335     |
| 9                       | Dominikanische Republik | 991.046       |
| 10                      | Guatemala               | 902.293       |
| 11                      | Kanada                  | 840.192       |
| 12                      | Jamaika                 | 714.743       |
| 13                      | Vereinigtes Königreich  | 695.489       |
| 14                      | Kolumbien               | 677.231       |
| 15                      | Haiti                   | 593.980       |
| 16                      | Deutschland             | 584.184       |
| 17                      | Honduras                | 533.598       |
| 18                      | Peru                    | 440.292       |
| 19                      | Polen                   | 432.601       |
| 20                      | Ecuador                 | 427.906       |
| Summe dieser 20 Staaten | Summe dieser 20 Staaten | 30.428.465    |